# Couvent des Carmes de Moulins
Le couvent des Carmes est un ancien couvent de Carmes situé à Moulins (Allier) contre l'église Saint-Pierre, l'ancienne église du couvent. Il est inscrit par arrêté du 27 octobre 1971 aux Monuments historiques.

## Histoire et description
Les Carmes arrivent à Moulins en 1351, grâce à un don de terres d'un pieux bourgeois, Jean Rousseau dit Michiel, et construisent leur couvent en 1352 à l'emplacement d'une chapelle à l'extérieur des remparts, dédiée à Notre-Dame de Pitié, avec l'aide financière de Pierre Ier de Bourbon et de Goussaut de Thoury qui s'y fait inhumer en 1380. L’enclos des Carmes s’étendait sur tout le quadrilatère formé par l’ancienne rue Saint-Martin, la deuxième enceinte, l’hôpital Saint-Joseph et l'actuelle rue Delorme. Ils bâtissent leur église sous le vocable de saint Étienne, l'actuelle église Saint-Pierre. En 1384, il est pillé par les bandes anglo-bourguignonnes, puis une assemblée générale des Carmes s'y tient en 1387. En 1411, le couvent est à nouveau ravagé par les armées anglo-bourguignonnes commandées par Amé de Viry et la première église est incendiée. L'ensemble est reconstruit tout au long du XVe siècle. Plus tard, en 1562, les huguenots qui assiègent la ville détruisent le couvent et transforment la nouvelle église en écurie. Le couvent est reconstruit au XVIIe siècle. Les Carmes sont expulsés en 1790. Au retour du culte, l'église devient simple église paroissiale sous le nom de Saint-Pierre.
L'ancien couvent présente une façade au midi en brique, offrant une polychromie de briques noires formant losanges. Le portail monumental montre un arc en plein cintre, à clef de voûte en saillie, appareillé en bossages dans le goût classique ; il est flanqué de pilastres aux chapiteaux ioniques. L'aile est du couvent, quant à elle, est dans le prolongement du chœur de l'église.